# Caligrama

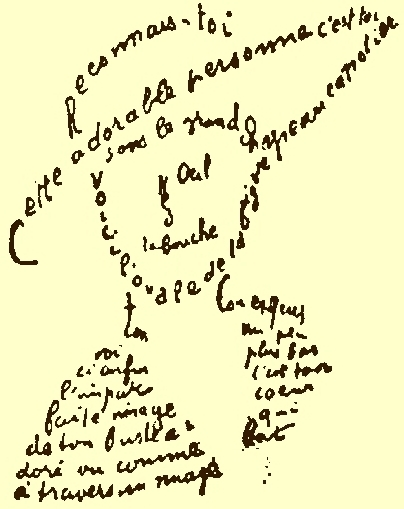
Caligrama de Guillaume Apollinaire, un famoso creador de caligramas.

El caligrama (de la palabra francesa calligramme) es un poema visual, frase o un conjunto de palabras cuyo propósito es formar una figura acerca de lo que trata el poema, en el que la tipografía, caligrafía o el texto manuscrito se arregla o configura de tal manera que crea una especie de imagen visual (poesía visual). La imagen creada por las palabras expresa visualmente lo que la palabra o palabras dicen. En un poema, este manifiesta el tema presentado por el texto del poema. En la modernidad se dio con las vanguardias que buscaban la ruptura y la innovación a principios del siglo XX y, más concretamente, con el cubismo literario y los posteriores creacionismo y ultraísmo. El poeta cubista francés Guillaume Apollinaire fue un conocido creador de caligramas.

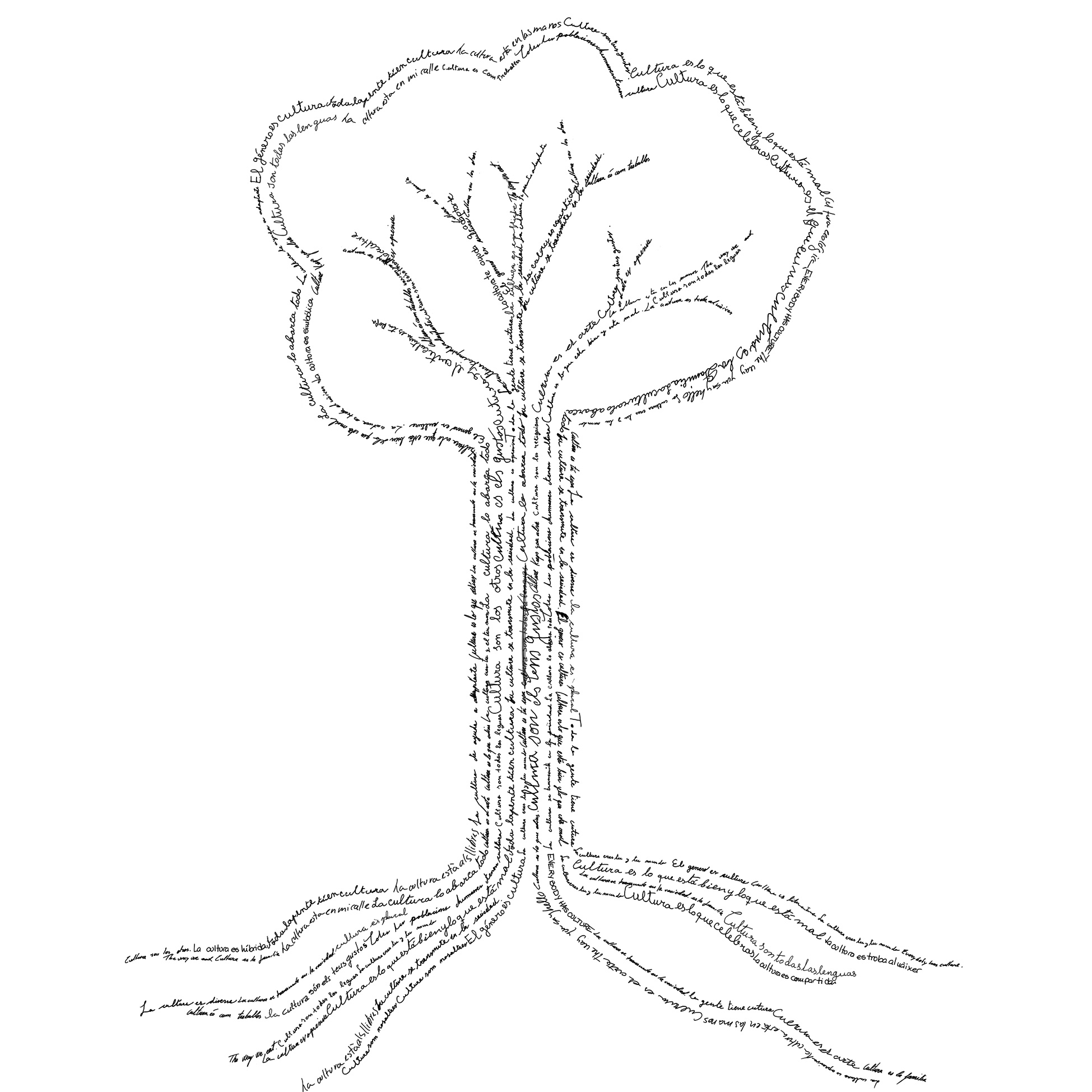
Caligrama utilizado en la exposición permanente del Museo Valenciano de Etnología. Imágenes realizadas por Andrés Marín Jarque para el Museo Valenciano de Etnología, donde, imitando la caligrafía de gente mayor, se recogen definiciones dadas por visitantes del museo sobre qué es la cultura.

Con Apollinaire, los caligramas se ponen de moda en las primeras décadas del siglo XX, aunque estos llevaban existiendo cientos de años en otras culturas, como en la caligrafía árabe.
La literatura hispánica cuenta con interesantes autores de caligramas, entre ellos, los españoles Guillermo de Torre, Juan Larrea y Gerardo Diego; los peruanos Carlos Oquendo de Amat, Jorge Eduardo Eielson y Arturo Corcuera; el mexicano Juan José Tablada; el cubano Guillermo Cabrera Infante; el argentino Oliverio Girondo, el chileno Vicente Huidobro y el uruguayo Francisco Acuña de Figueroa. En lengua catalana destacan Joan Salvat-Papasseit y Joan Brossa. Más recientemente, Gustavo Vega ha creado una variedad de tipo plástico a la que él mismo ha denominado caligrama pictográfico.
Algunos de los principales estudiosos del tema han sido J. Peignot (Du Calligramme), P. Massin (La lettre et l'Image) y Rafael de Cózar (Poesía e imagen) en España. 